# 吉祥寺アニメワンダーランド
吉祥寺アニメワンダーランド（西暦）（きちじょうじアニメワンダーランド）は、東京都武蔵野市吉祥寺の吉祥寺駅周辺で開催されるアニメ関連のイベント。毎年10月の第1・第2土曜日・日曜日を中心に開催されている（ただし第1週の土・日曜日が9月末の場合もある）。

## 概要
著名な漫画家が多く在住するほかに、アニメーション制作会社が多く所在し、数々のアニメの舞台ともなっている吉祥寺ならではの特性を生かし、武蔵野市、吉祥寺の商店会、アニメ制作会社、アニメ作家らが一体となり、1999年、吉祥寺駅開業100周年記念事業として開催された。以後、毎年秋の恒例となっている。
イベントは期間中、主に『吉祥寺アニメーション映画祭』、アニメ作品上映、アニメ作家や声優、アニソン歌手らが出演するステージイベント、ワークショップ（プラモデル教室）、物販、おもちゃ市場などで構成される。
入場料金は、メインイベントである『吉祥寺アニメーション映画祭』は有料、それ以外は無料である。
通年、10月第1・2週の土・日と体育の日に開催されている。

## 主な会場
- 吉祥寺シアター
- 井の頭恩賜公園野外ステージ
- 武蔵野公会堂パープルホール
- 武蔵野商工会館 - メインイベント『吉祥寺アニメーション映画祭』会場。またむさしのFMの公開録音も行われる。
- 東急百貨店吉祥寺店北側西側広場 - おもちゃ市場
- コピス吉祥寺
  - ふれあいデッキ・こもれび広場
  - 吉祥庭園Sora

## メインビジュアル
毎年、吉祥寺在住またはゆかりのある漫画家やアニメーターがアニメ制作会社と協力してポスターデザインを手掛けている。
これまでに、以下の漫画家・アニメーターとその作品が採用されている。
| 年     | 制作者              | 作品                                                                                    | 備考                                        |
| ------ | ------------------- | --------------------------------------------------------------------------------------- | ------------------------------------------- |
| 1999年 | 森本晃司            |                                                                                         |                                             |
| 2000年 | 江口寿史            |                                                                                         |                                             |
| 2001年 | 片淵須直            |                                                                                         |                                             |
| 2002年 | 北条司              | エンジェル・ハート                                                                      |                                             |
| 2003年 | 大友克洋            |                                                                                         |                                             |
| 2004年 | 原哲夫              | 森の戦士ボノロン                                                                        |                                             |
| 2005年 | 水森亜土            |                                                                                         |                                             |
| 2006年 | STUDIO 4℃           | 鉄コン筋クリート                                                                        |                                             |
| 2007年 | STUDIO 4℃           | Genius Party                                                                            |                                             |
| 2008年 | 原哲夫              | 北斗の拳                                                                                | 連載開始25周年記念                          |
| 2009年 | 赤塚不二夫          | 天才バカボン                                                                            |                                             |
| 2010年 | 楳図かずお          | まことちゃん                                                                            |                                             |
| 2011年 |                     | チェブラーシカ                                                                          |                                             |
| 2012年 | 西原理恵子          | 毎日かあさん                                                                            |                                             |
| 2013年 | 原哲夫              | 義風堂々!!〜兼続と慶次〜                                                                |                                             |
| 2014年 |                     | ひつじのショーン                                                                        | ジブリ美術館ライブラリー作品                |
| 2015年 | 川村元気/佐野研二郎 | ふうせんいぬティニー                                                                    |                                             |
| 2016年 | 楳図かずお          | まことちゃん、漂流教室他                                                                |                                             |
| 2017年 | タツノコプロ        | マッハGoGoGo、ハクション大魔王、みなしごハッチ、 科学忍者隊ガッチャマン、ヤッターマン他 | 同社設立55周年記念事業 とのコラボレーション |
| 2018年 | 手塚プロダクション  | 鉄腕アトム、他                                                                          | 手塚治虫生誕90周年記念                      |

## 吉祥寺アニメーション映画祭
吉祥寺アニメーション映画祭（きちじょうじアニメーションえいがさい）は、吉祥寺在住の編集家・竹熊健太郎の提唱により「少人数で制作されたアニメーション作品を積極的に評価したい」をコンセプトに、吉祥寺に本社を置くアニメーションスタジオのクリエイターとともに、技術偏重に陥りがちな少人数制作のアニメーション作品を、面白いものであれば積極的に評価を与えようという趣旨のもと、2005年からスタートしたアニメ映画祭。
初年度のタイトルは『吉祥寺アマチュアアニメーション映画祭』であったが、2006年より現在のタイトルとなった。
竹熊のほか、氷川竜介、津堅信之らが審査員を務めている。

### 賞
- グランプリ（一般部門、ギャグアニメ部門）
- 優秀賞
- 審査員特別賞
- STUDIO 4℃賞
- コアミックス賞
- スタジオディーン賞
- ジブリ美術館賞
- PRODUCTION I.G賞

### 受賞作品
第10回（2014年）
- 一般部門グランプリ：「小さな庭園」斎藤俊介
- ギャグアニメ部門グランプリ：該当作品なし
- 優秀賞：「DE RIRIA SUBASU TAIMU」ひだかしんさく[4]
- 審査員特別賞
  - 「戯言スピーカー」牧野惇
  - 「ThroughTheWindows」佐藤美代
- STUDIO 4℃賞：「DE RIRIA SUBASU TAIMU」ひだかしんさく[4]
- コアミックス賞：「戯言スピーカー」牧野惇
- スタジオディーン賞：「ハロウシンパシー」デコボーカル
- ジブリ美術館賞：「ECIRAVA」金子大祐（デジタルハリウッド大学）[5]
- PRODUCTION I.G賞：「GYRΦ」円香